# Gyrtona sarawakana
Gyrtona sarawakana là một loài bướm đêm trong họ Noctuidae.